# Ciència marginal
La ciència marginal és aquella branca de recerca d'una disciplina que s'oposa o s'aparta de la denominada ciència normal (mainstream en anglès). Segons Thomas Kuhn, perquè hi hagi un canvi de paradigma o model explicatiu, cal que la ciència marginal esdevingui normal o que la normal caigui en descrèdit, usualment perquè es comprova que les seves hipòtesis eren errònies, perquè ha sorgit una nova evidència o disciplina o bé perquè l'interès de la comunitat científica s'ha desplaçat. Quan una teoria es considera obsoleta, com per exemple l'heliocentrisme, però continua tenint seguidors, passa a constituir ciència marginal.
La ciència marginal es diferencia de la pseudociència en l'aplicació del mètode científic i pel suport de l'acadèmia. Sovint sorgeix de disputes o interpretacions de diferents escoles dins una disciplina o dels límits entre diverses ciències. La filosofia de la ciència forneix dels criteris per diferenciar segons el període històric el que és ciència marginal, ciència normal del que no es considera ciència.